# Sedlčany
Sedlčany (tyska: Seltschan) är en stad i Tjeckien.   Den ligger i regionen Mellersta Böhmen, i den centrala delen av landet, 50 km söder om huvudstaden Prag. Sedlčany ligger 356 meter över havet och antalet invånare är 7 836.
Terrängen runt Sedlčany är platt åt nordväst, men åt sydost är den kuperad.Runt Sedlčany är det ganska tätbefolkat, med 160 invånare per kvadratkilometer. Sedlčany är det största samhället i trakten. Omgivningarna runt Sedlčany är en mosaik av jordbruksmark och naturlig växtlighet.